# Giuseppe Brotzu

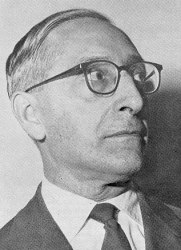
Giuseppe Brotzu

Giuseppe Brotzu (geboren am 24. Januar 1895 in Cagliari; gestorben am 8. April 1976 ebenda) war ein sardischer Mediziner und Politiker. Er entdeckte den Schimmelpilz Acremonium chrysogenum (damals Cephalosporium acremonium) und mit diesem die als Antibiotika bis heute genutzten Cephalosporine. Im Rahmen eines Programms zur Ausrottung der Malaria in Sardinien wurde er Lokalpolitiker und später auch Bürgermeister der sardischen Hauptstadt Cagliari.

## Leben und Werk
Brotzu studierte Medizin in Siena und erhielt 1919 seinen Hochschulabschluss. Von 1925 bis 1932 ging er als Privatdozent an die Universität in Bologna. Im Jahr 1934 wurde er zum Professor der Fakultät für Hygiene an die Universität von Modena berufen, wo er bis 1966 blieb. Von 1936 bis 1945 war er zudem Rektor an der Universität in Cagliari und wirkte als Kommissar für das staatliche Gesundheitswesen während der Ausrottungskampagne für den Malaria-Erreger in Sardinien.
Seine wissenschaftliche Hauptleistung war die Entdeckung des Cephalosporin-C als erstem Vertreter der Cephalosporine in dem Schimmelpilz Acremonium chrysogenum (damals Cephalosporium acremonium) im Jahr 1945. Brotzu entnahm dem Mittelmeer Wasserproben in der Nähe einer Kanalisationsanlage in der Annahme, dass in durch verschiedene Krankheitserreger verschmutztem Abwasser auch deren natürlich Feinde sowie nutzbare Antibiotika auffindbar sein müssen. Ihm fiel auf, dass junge Männer dort schwammen und rohen Fisch aßen, ohne an dem damals dort weit verbreiteten Typhus zu erkranken. In seinen Proben konnte er Acremonium chrysogenum und dessen antibakterielle Wirkung auf gramnegative Bakterien wie Salmonellen und Brucella melitensis nachweisen. Er publizierte seine Ergebnisse in der wenig wahrgenommenen Zeitschrift Lavori dell'Istituto di Igiene di Cagliari und schickte die Proben an das Labor der Pathologie der University of Oxford. Dort wurden sie von Edward Abraham, der bereits im Team des Nobelpreisträgers Howard Walter Florey mitgearbeitet hatte, untersucht. Dieser konnte erfolgreich das Cephalosporin-C isolieren und als Antibiotikum einsetzen. Giuseppe Brotzu wurde für diese Entdeckung 1971 die Ehrendoktorwürde an der University of Oxford verliehen.
Im Rahmen der Malariabekämpfung auf Sardinien setzte sich Brotzu vor allem für die Trockenlegung von Sümpfen sowie für eine moderne Landwirtschaft ein, um die Mückenpopulationen zu reduzieren. Außerdem widmete er sich der Bekämpfung weiterer Infektionskrankheiten wie etwa der Tuberkulose und trug zum Bau und der Modernisierung von Krankenhäusern, Wasserwerken und Schlachthäusern bei. 1955 bis 1958 wurde er Vorsitzender der Region Sardinien, von 1960 bis 1967 war er Bürgermeister der Stadt Cagliari. 1976 starb Giuseppe Brotzu in seiner Heimatstadt.

## Veröffentlichungen (Auswahl)
- Ricerche su di un nuovo antibiotico. Lavori dell'Istituto di Igiene di Cagliari 1948 (PDF)